# Guido Janzegers
Guido Janzegers (Antwerpen, 8 juli 1943) is een voormalig Belgisch senator.

## Levensloop
Janzegers werd bouwkundig ingenieur.
Hij was politiek actief voor Agalev en zetelde voor deze partij van 1987 tot 1991 in de Belgische Senaat als rechtstreeks verkozen senator voor het arrondissement Leuven. In de periode februari 1988-november 1991 had hij als gevolg van het toen bestaande dubbelmandaat ook zitting in de Vlaamse Raad. De Vlaamse Raad was vanaf 21 oktober 1980 de opvolger van de Cultuurraad voor de Nederlandse Cultuurgemeenschap, die op 7 december 1971 werd geïnstalleerd, en was de voorloper van het huidige Vlaams Parlement.  
Bij de verkiezingen van 1991 werd hij niet meer op de Agalev-lijst geplaatst, waarna overstapte naar de Volksunie, die hem op de tweede plaats van de lijst voor de Kamer van volksvertegenwoordigers in het arrondissement Leuven plaatste. Hij werd niet verkozen. 
In 1992 behoorde hij tot de strekking van Jaak Gabriels en André Geens binnen de Volksunie die de partij verliet en overstapte naar de VLD. Voor deze partij stond hij in 1995 op de Senaatslijst, maar geraakte opnieuw niet verkozen.